# Konrad Vorlauf

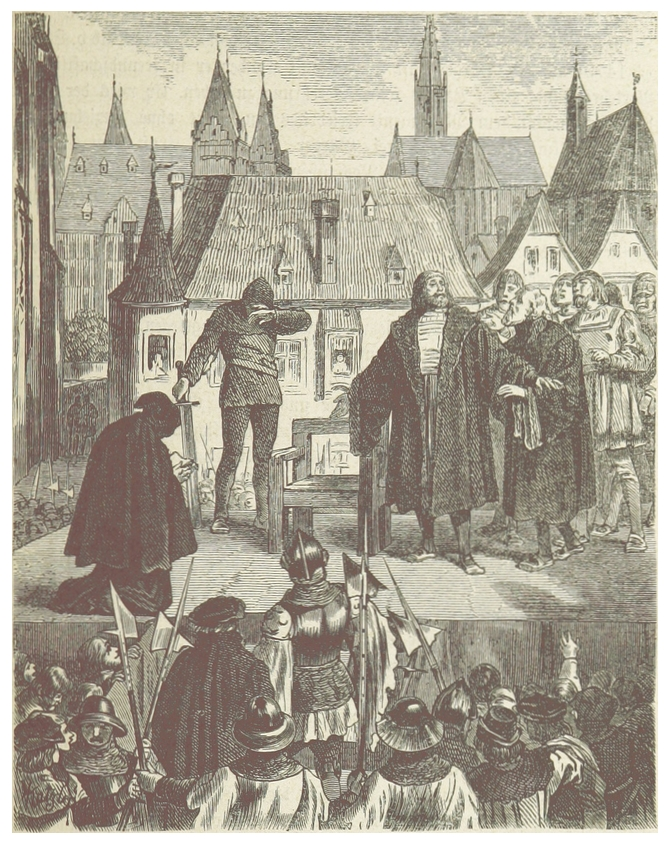
Hinrichtung des Bürgermeisters Konrad Vorlauf

Konrad Vorlauf (* um 1335; † 11. Juli 1408 in Wien (hingerichtet)) war ein österreichischer Politiker und Bürgermeister von Wien.

## Leben
Konrad Vorlauf war ab 1399 bis 1403 Mitglied des Inneren Rates der Stadt Wien und 1403–1404 Bürgermeister Wiens. Danach war er wieder Ratsherr, ab 1406 jedoch abermals Bürgermeister.
Wie die bürgerliche und politische Elite der Stadt unterstützte er Herzog Ernst den Eisernen im Konflikt gegen seinen Bruder Leopold IV. um das Habsburgererbe. Das ärmere Wien sowie das Handwerk unterstützten jedoch Leopold. Als sich die beiden Brüder 1408 mit ihrem Gefolge nördlich von Wien gegenüberstanden, wurde versucht, in Wien einen Aufstand zugunsten Leopolds anzuzetteln. Vorlauf ließ die Rädelsführer fassen und am 5. Jänner öffentlich hinrichten.
Nach dem Waffenstillstand vom 14. Jänner 1408 zogen die beiden Brüder kampflos in Wien ein. In weiterer Folge kippte in Wien die Stimmung zuungunsten Vorlaufs. Die Handwerkszünfte drängten darauf, Vorlauf für seine Haltung im Winter zur Verantwortung zu ziehen. Konrad Vorlauf wurde sodann verhaftet und am 11. Juli 1408 gemeinsam mit den Ratsherren Hans Rockh und Konrad Ramperstorffer auf dem Schweinemarkt – dem heutigen Lobkowitzplatz – öffentlich durch Schwerthieb enthauptet.

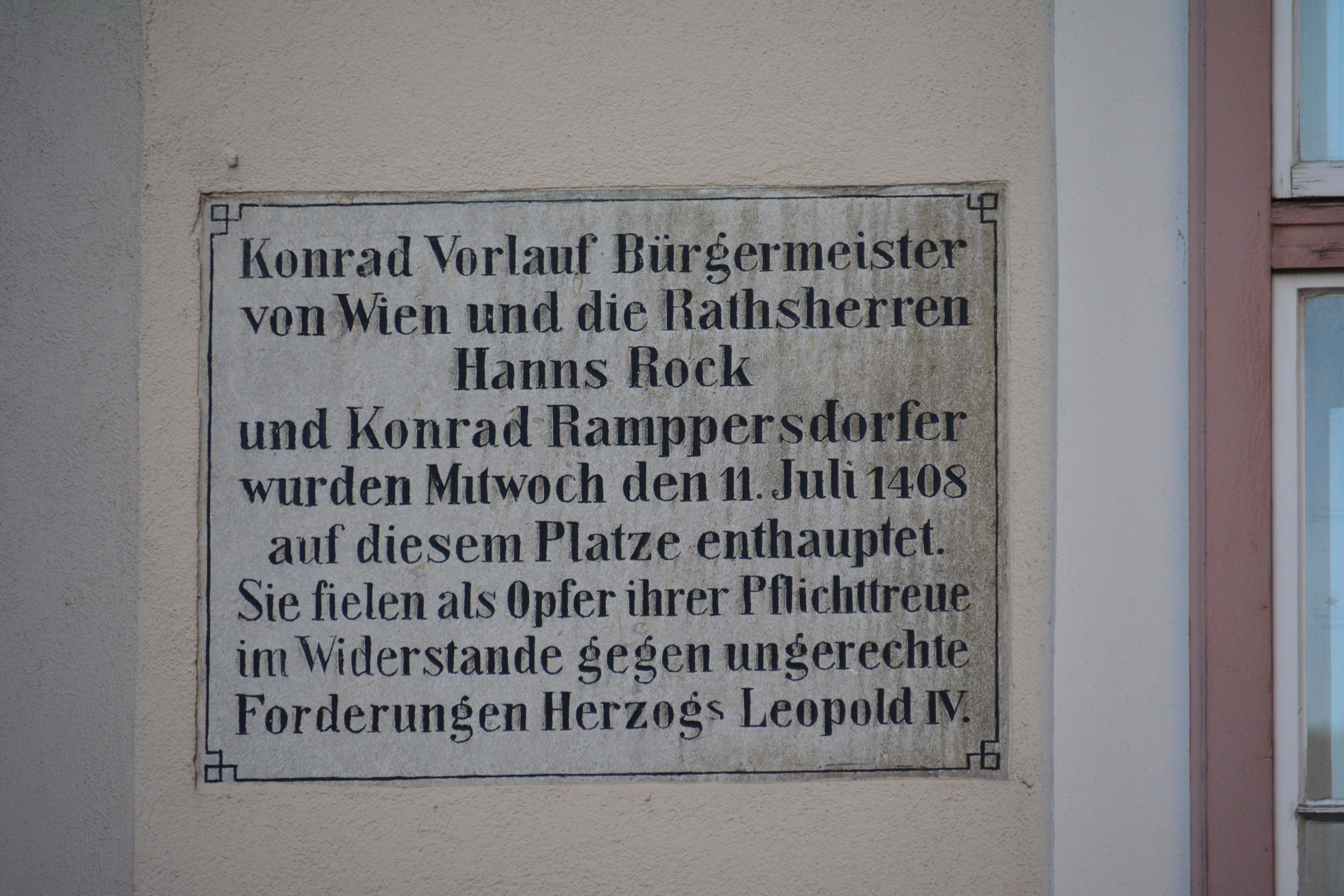
Gedenktafel am Haus Lobkowitzplatz 3

An Konrad Vorlauf erinnerte im Wiener Stephansdom eine Grabplatte vor dem Friedrichsgrab im Südchor, die jedoch im Zuge des Brandes des Doms im April 1945 verloren ging.
1867 wurde am Haus Lobkowitzplatz 3 eine Gedenktafel (Listeneintrag) für Vorlauf und die Ratsherren Rock und Ramppersdorfer angebracht. 1886 wurde die Vorlaufstraße in der Wiener Inneren Stadt nach ihm benannt.